# 新治神社 (黒部市)
新治神社（にいはるじんじゃ）は、富山県黒部市生地にある神社である。旧社格は郷社。
境内地は4,750坪、氏子数は1,100戸。

## 例祭
- 春祭：4月6日、4月7日[1]
- 放生会：8月3日[2]
- 秋祭：10月27日[2]
- 新嘗祭：11月23日[2]
- 松明神事（特例神事）：10月27日[3][2]

## 概要
譽田別尊・建御名方命・少彦名命の三神を合祀した国史現在社である。
当神社の創立時期は不明であるが、旧記等によるとおよそ天智天皇の頃と思われる。元は新治神社と称したが、中古より八幡大菩薩または新治神社八幡宮と称した。大和時代以降国家に大事があると朝便が参詣して祈願したが1154年（久寿元年）の大高波で新治町が全滅して消滅。このとき同町は生地町に改称された。越中公方の足利義植や上杉謙信、上杉景勝、佐々成政、前田利長などが社領を寄付している。
現本殿は1866年（慶応2年）、拝殿は1900年（明治33年）の建立。
1912年（大正元年）9月28日、生地町大字山生地新村529番地字狐塚鎮座の村社五社之社の祭神を合祀した。

## 松明神事
戦国時代から伝統のある神事。10月27日には大きな松明が参道にたかれ、神輿がその中を駆け抜ける。